# Svetište sv. Antuna (časopis)
Svetište sv. Antuna : vjesnik za gradnju crkve sv. Antuna u Zagrebu u spomen 700 godišnjice njegove blažene smrti bio je hrvatski katolički časopis.
Počeo je izlaziti 1929. godine. Izdavao ga je samostan franjevaca konventualaca u Zagrebu. Izlazio je do 1945. godine, a tradiciju ovog časopisa od 1962. godine nastavlja Veritas.
Glavni urednik časopisa bio je Ambroz Vlahov.